# Черново (Читинський район)
Черно́во (рос. Черново) — село у складі Читинського району Забайкальського краю, Росія. Входить до складу Колочнинського сільського поселення.

## Населення
Населення — 277 осіб (2010; 271 у 2002).
Національний склад (станом на 2002 рік):
- росіяни — 99 %